# Monument d'Adam Mickiewicz (Paris)
Pour les articles homonymes, voir Monument d'Adam Mickiewicz.
 (octobre 2023).
Commandé par le "comité franco-polonais" dont la création présidée par Lafayette, remonte à 1831, le Monument à Mickiewicz ou Monument à l'Épopée de défense polonaise est une sculpture d’Antoine Bourdelle. La première maquette date de 1909 mais Antoine Bourdelle vit l'inauguration de ce projet, place de l’Alma à Paris, vingt ans plus tard le 28 avril 1929, quelques mois avant sa mort. Par la suite, le monument est déplacé cours Albert-Ier à l'extrémité Ouest du terre-plein latéral le long de la Seine (cet espace a été baptisé Jardin d'Erevan en mars 2009). Ce monument est un cadeau de la Pologne à la France.

## Origine
Adam Bernard Mickiewicz de Poraj est né en 1798 à Navahroudak (Nowogrodek en polonais, actuellement en Biélorussie), dans ce qui était alors l'Union de Pologne-Lituanie, et meurt à Istanbul en 1855. C'est un poète et écrivain polonais.
Adam Mickiewicz est avant tout un immense créateur, l'un des plus grands poètes romantiques européens, intellectuel ; ses cours au Collège de France étonnent par la fraîcheur de leur point de vue. Il est célébré dans son pays natal comme le père spirituel de la littérature polonaise moderne. Il sublime un amour malheureux en immortalisant Maryla. Le succès littéraire presque immédiat, son engagement politique, lui confèrent le rôle de chef moral reconnu par toute la nation polonaise. Son inspiration est toujours puisée dans la tradition polonaise et catholique. Ballades et Romances (1822) est folklorique, Les Aïeux (1823) sortent de la terre lituanienne, et Conrad Wallenrod (1828) révèle un engagement patriotique.
Sa participation à des cercles patriotiques lui valut d’être exilé en Russie de 1824 à 1829, année où il partit s’installer en France. Lors de l’insurrection de 1831, il tenta sans succès de se joindre aux rebelles mais ne put dépasser Dresde. À partir de 1832, et avec Conrad Wallenrod dans la dernière partie des Aïeux, il trouve sa doctrine (patriotisme fervent, religion retrouvée). Il prêche la régénération par le sacrifice accepté, la souffrance sublimée en amour pour sa patrie. La cause de la Pologne devient sacrée dans l'histoire du monde. Il signe cet engagement en écrivant les Livres du pèlerinage polonais (1832). Le 22 juillet 1834, il épouse à Paris une compatriote de vingt-deux ans, Félicie Szymanowska, qui lui donne six enfants. En 1839 et 1840, il enseigne à Lausanne la littérature latine avant d’être nommé en 1840 professeur de littérature slave à une chaire créée pour lui au Collège de France. Cependant, ses cours sont suspendus en 1844 car on lui reproche de s’être laissé influencer par les opinions du mystique Andrzej Towiański. Il finit par être révoqué — avec Jules Michelet et Edgar Quinet — après le coup d’État de 1851 par décret du 9 mars 1852.
Il meurt du choléra à Istanbul, où il était allé rejoindre la colonie polonaise qui vivait à Polonezköy pendant la guerre de Crimée. Il songeait y former une légion polonaise qui lutterait contre les Russes. Son corps est ramené à Paris puis, en 1890, transféré à Cracovie, où il est inhumé solennellement à la cathédrale du Wawel.

## Description
Six bas reliefs décorent le socle de la colonne : Wallenrod, les Captifs, Dziady, Aldona, le Viel Halban et les Trois Polognes. Dans la partie supérieure se trouve le haut relief de L'Épopée Polonaise. Enfin la colonne est surmontée de la Statue de Mickiewicz.
En 1908, un comité franco-polonais commande ce monument au sculpteur Antoine Bourdelle. En 1926, il est accepté par le conseil municipal de Paris, cadeau du gouvernement polonais via son ambassade.

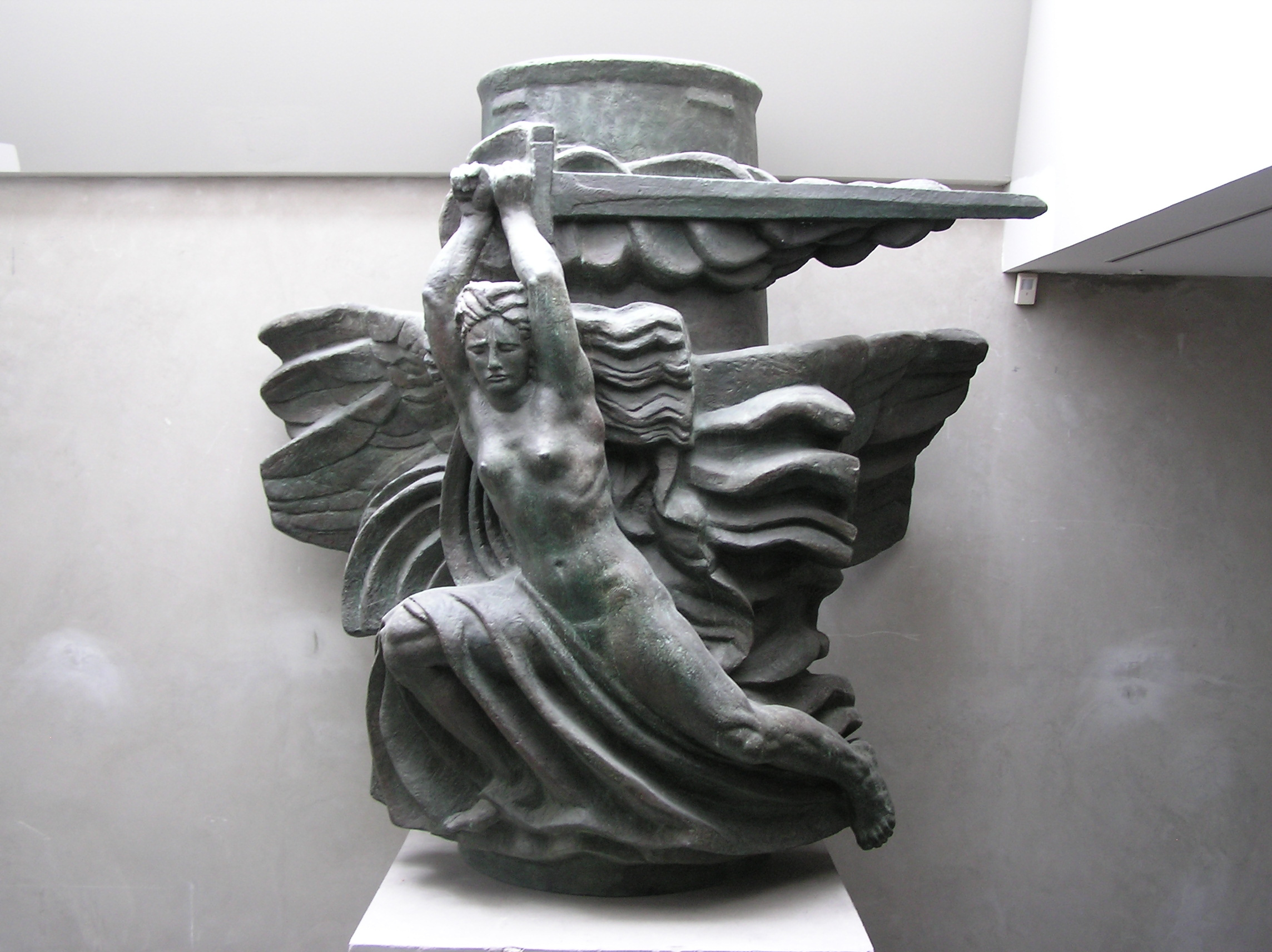
L'Épopée polonaise, Paris, musée Bourdelle.
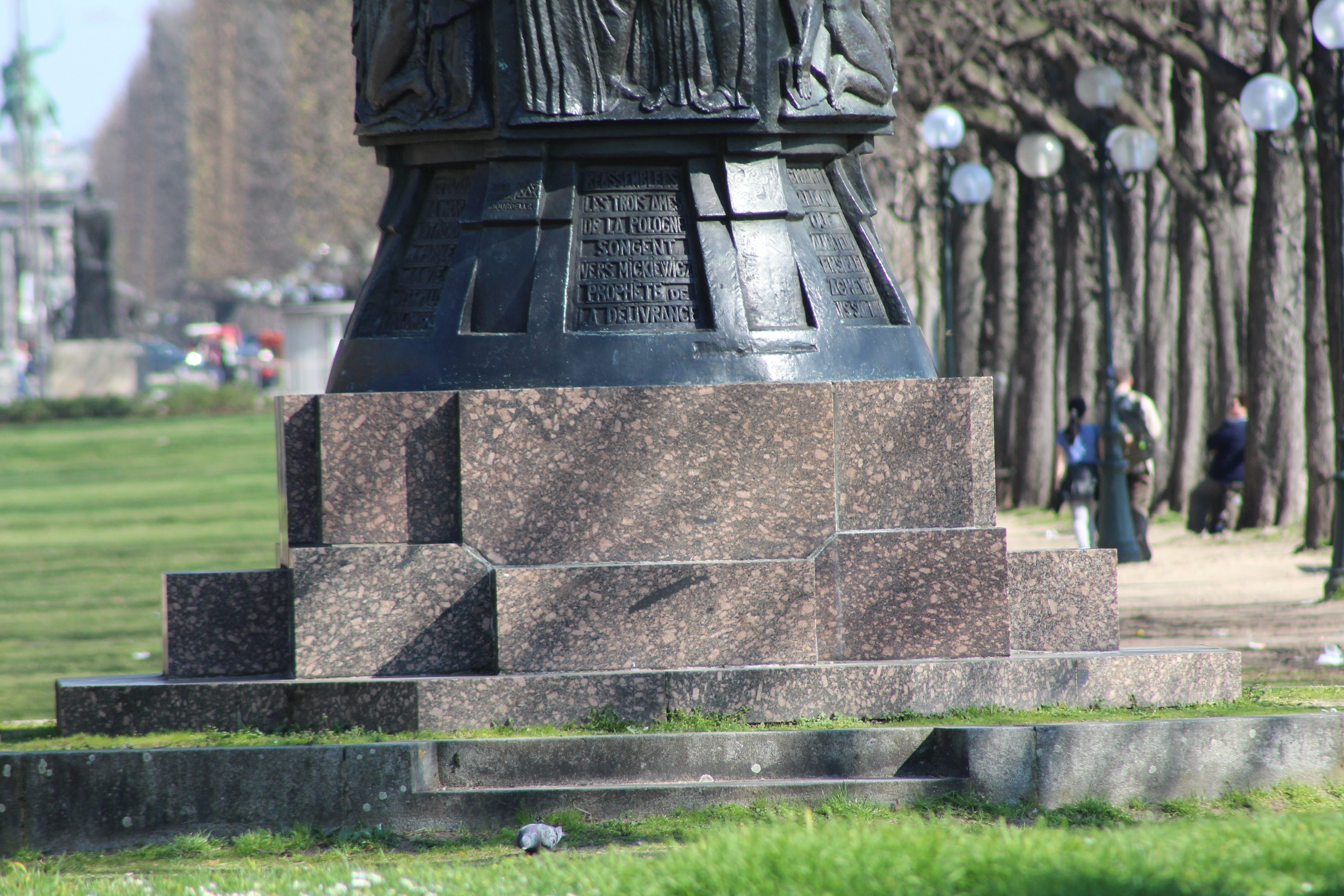
Le socle est taillé dans un granite porphyroïde rouge à grands feldspaths blancs des Carpates[3].

## Localisation
Le Monument à Mickiewicz est initialement installé au centre de la place de l'Alma en 1929. En raison de problèmes liés à la circulation automobile, il est déplacé plus à l'est, cours Albert-Ier, en 1956.